# Parch dyniowatych

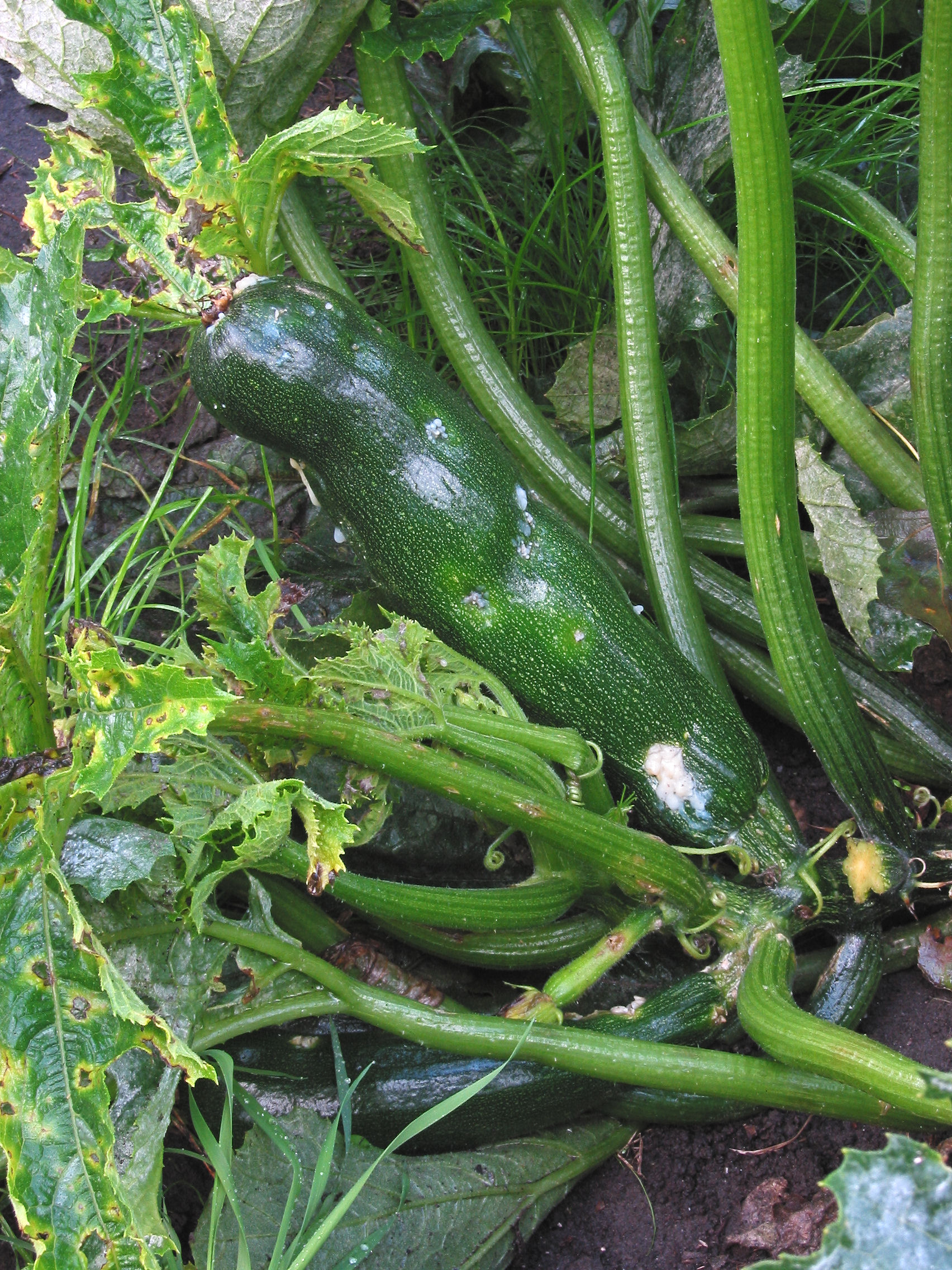
Objawy parcha na liściach i owocach cukinii

Parch dyniowatych (ang. gummosis of cucumber, scab of cucumber) – grzybowa choroba roślin z rodziny dyniowatych (Cucurbitaceae), wywołana przez Cladosporium cucumerinum.

## Występowanie i szkodliwość
Jest to choroba z grupy parchów. Parch dyniowatych atakuje przede wszystkim ogórki, dynie, melony, kabaczki i cukinie, arbuzy natomiast są na tę chorobę odporne. Przy dużej wilgotności powietrza u podatnych odmian ogórków plon może spaść o 50%.

## Objawy
Na liściach porażonych roślin pojawiają się małe, wodniste lub jasnozielone plamki. Plamy te stopniowo zmieniają kolor z białego na szary i stają się kanciaste. Często zmiany są otoczone żółtawą otoczką, a centrum zmiany odrywa się, pozostawiając poszarpane dziury w liściach. Na owocach pojawiają się małe (średnicy ok. 3 mm), szare, lekko zapadnięte, sączące się, gumowate plamki przypominające „użądlenia” owadów. Później plamy powiększają się i ostatecznie stają się wyraźnymi zapadniętymi ubytkami. Porażone owoce są często atakowane później przez bakterie powodujące ich miękką zgniliznę i śmierdzący zapach. Na bardzo odpornych owocach, zwłaszcza na niektórych dyniach, mogą rozwijać się nieregularne, guzowate parchy.

## Etiologia i rozwój choroby
Patogen zimuje na nasionach i pozostałych na polu resztkach roślin (zwłaszcza dyni). Najkorzystniejsze dla rozwoju parcha są temperatury15–27 °C, którym towarzyszy wilgotna pogoda, częste mgły, obfita rosa i lekkie deszcze. W tych warunkach zarodniki są wytwarzane i rozprzestrzeniane lokalnie przez pryskający deszcz oraz przez sprzęt lub pracowników poruszających się po polu lub na duże odległości przez wilgotne prądy powietrza. Przy sprzyjającej pogodzie mogą pojawiać się także infekcje wtórne.

## Ochrona
Można zapobiec chorobie lub zmniejszyć jej nasilenie przez stosowanie płodozmianu i usuwanie z pola resztek pożniwnych (zmniejsza to ilość inokulum patogena i możliwości jego przetrwania w glebie). Jeśli to możliwe, należy uprawiać odmiany odporne na tę chorobę. W przypadku jej występowania stosuje się opryskiwanie zarejestrowanymi do zwalczania tej choroby fungicydami. Chociaż zaleca się zaprawianie nasion, C. cucumerinum prawdopodobnie rzadko występuje w nasionach.